# 고창 선운사 참당암 석조지장보살삼존상과 권속 및 복장유물
고창 선운사 참당암 석조지장보살삼존상과 권속 및 복장유물(高敞 禪雲寺 懺堂庵 石造地藏菩薩三尊像과 眷屬 및 腹藏遺物)은 대한민국 전북특별자치도 고창군 아산면, 선운사 도솔암에 있는 불상과 권속 및 복장유물이다. 2019년 12월 20일 전라북도의 유형문화재 제265호로 지정되었다.

## 지정 사유
고창 선운사 참당암 석조지장보살삼존상과 권속 및 복장유물은 선운사 참당암 명부전에 봉안된 21구의 불석제 존상과 지장보살좌상에서 수습된 복장유물이다.
중앙의 지장보살좌상을 중심으로 도명존자상과 무독귀왕상, 시왕상, 귀왕상, 판관상, 사자상, 장군상이 모두 갖추어져 있다.
복장(腹藏)에서는 14세기 말～17세기 후반에 간행된 불경과 불상발원문 등이 수습되었다.
지장보살좌상의 복장에서 발견된 조성발원문에 의해 1682년 조각승 승호(勝浩)를 비롯한 9인이 조성한 것으로 확인되었다.
21구의 존상이 모두 완전하게 보존되어 있으며 경주에서 제작된 불상의 전파와 유통과정을 보여준다는 점에서학술적 가치가 높다.

## 참고 문헌
- 고창 선운사 참당암 석조지장보살삼존상과 권속 및 복장유물 - 국가유산청 국가유산포털